# Cerámica de Vroulia

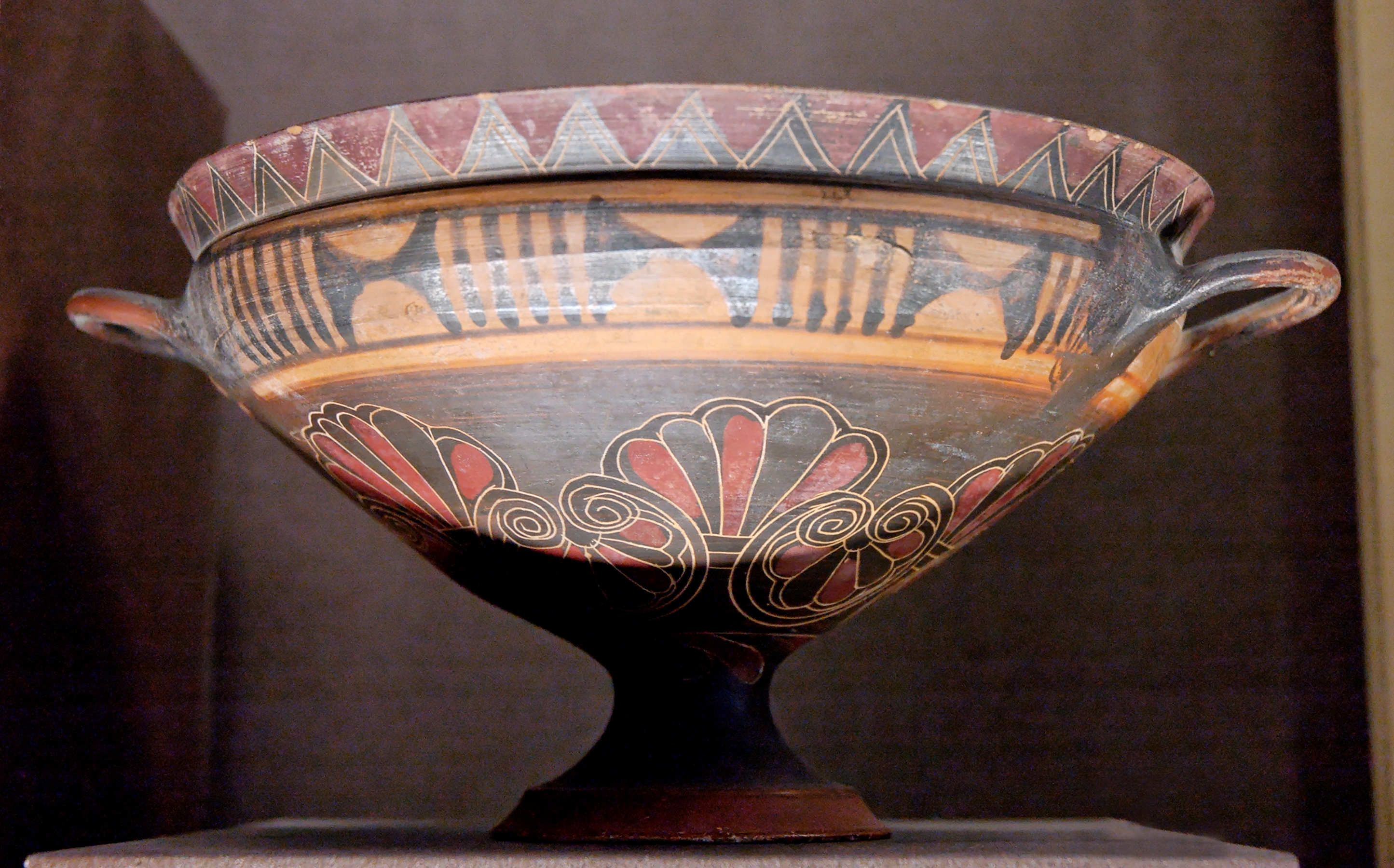
Copa de Vroulia, París, Museo del Louvre A331.

La cerámica de Vroulia es una clase de vasos greco-orientales, de la época arcaica, que consiste principalmente en copas, encontradas inicialmente en el lugar del que toman su nombre y situadas en la isla de Rodas (el nombre es moderno y el antiguo es desconocido). Están datados desde el principio hasta el tercer cuarto del siglo VI a. C. y se caracterizan por una decoración típica sobre fondo negro, que consiste en grabados, técnica de ahorro y sobrepinturas moradas.
Además de en Vroulia, se ha encontrado abundante material perteneciente a esta clase en Cámiros, Ialisos y Lindos, también en Rodas, y el análisis de la arcilla parece confirmar la isla como lugar de origen. Otros fragmentos proceden de Náucratis y Tell Defenneh.

## Descripción
El fondo negro tuvo cierta popularidad en el este de Grecia durante la época arcaica, se puede encontrar, por ejemplo, en las partes interiores de los cálices quiotas o en algunos vasos del estilo tardío de la cabra salvaje. En las copas de Vroulia toda la superficie está cubierta por una pintura negra que tiende al marrón; a veces se deja una banda entre las asas y se decora con adornos geométricos y abstractos que también se encuentran en el labio; en caso contrario, la zona se cubre con decoraciones entrelazadas. La zona de abajo, la principal, está decorada con adornos florales como palmeras, flores de loto, capullos y rosetas, los mismos que se encuentran en la decoración de la pared interior. Los rayos y las lengüetas decoran el área cerca del pie. La forma desciende en la copa de geometría tardía con el labio bajo y acampanado y el pie estrecho y cónico. Las paredes son delgadas, el diámetro varía entre 10 y 30 cm. La arcilla es fina, de un marrón que después de la cocción varía de amarillo a rojo, la pintura es negra y brillante.
Algunas ánforas y estamnos pertenecen a la misma clase y sistema decorativo, con el cuerpo dividido en dos o tres bandas, similar a la típica decoración secundaria de las sítulas greco-orientales.